# شهرستان ویلس (ویسکانسین)
شهرستان ویلس، ویسکانسین (به انگلیسی: Vilas County, Wisconsin) یک سکونتگاه مسکونی در ایالات متحده آمریکا است که در ویسکانسین واقع شده‌است.

## خصوصیات
شهرستان ویلس ۲٬۶۳۶٫۶۲ کیلومترمربع مساحت دارد.